# Burkhard Driest
Burkhard Driest (Stettino, 28 aprile 1939 – Berlino, 27 febbraio 2020) è stato un attore, sceneggiatore e produttore cinematografico tedesco.

## Filmografia parziale

### Attore
Cinema
- Die Verrohung des Franz Blum, regia di Reinhard Hauff (1974)
- La ballata di Stroszek (Stroszek), regia di Werner Herzog (1977)
- La croce di ferro (Cross of Iron), regia di Sam Peckinpah (1977)
- Son of Hitler, regia di Rod Amateau (1979)
- Querelle de Brest (Querelle), regia di Rainer Werner Fassbinder (1982)
- Der Havarist, regia di Wolf-Eckart Bühler (1984)
- Den demokratiske terroristen, regia di Pelle Berglund (1992)
- Sieben Monde, regia di Peter Fratzscher (1998)
- Hamlet_X, regia di Herbert Fritsch (2003)
- Toni Costa - Un commissario a Ibiza: pioggia rossa (Toni Costa: Kommissar auf Ibiza - Der rote Regen), regia di Michael Kreindl (2011)

Televisione
- Tatort - serie TV, 3 episodi (1980-2002)
- Lasko - serie TV, 4 episodi (2009)

### Sceneggiatore
- Die Verrohung des Franz Blum (1974)
- Son of Hitler (1979)
- Endstation Freiheit (1980)
- Querelle de Brest (Querelle) (1982)
- Schande - film TV (1999)
- Toni Costa - Un commissario a Ibiza: pioggia rossa (Toni Costa: Kommissar auf Ibiza - Der rote Regen) (2011)
- Toni Costa: un commissario a Ibiza - Il delitto è servito (Toni Costa - Kommissar auf Ibiza - Küchenkunst) - film TV (2012)

### Produttore
- Son of Hitler (1979)
- Endstation Freiheit (1980)
- Der Bauer von Babylon - Rainer Werner Fassbinder dreht Querelle (1982)
- Querelle de Brest (Querelle) (1982)
- Annas Mutter (1984)